# 托雷德尔孔普特
托雷德尔孔普特（西班牙語：Torre del Compte），是西班牙阿拉贡自治区特鲁埃尔省的一个市镇。总面积19平方公里，总人口174人（2001年），人口密度9人/平方公里。